# Навіжені в Перу
«Навіжені в Перу» — пригодницький роман українського письменника Максима Кідрука; написаний між 3 червням і 30-31 липням 2010 року та вперше опублікувався у видавництві «Книжковий клуб «Клуб сімейного дозвілля»» 2011 року.